# Yan Yee Ng
Yan Yee Ng (* 11. Juli 1993 in Kuala Lumpur) ist eine malaysische Wasserspringerin, die im Kunstspringen vom 1-m- und 3-m-Brett und im 3-m-Synchronspringen antritt.
Ng kam über die Rhythmische Sportgymnastik zum Wasserspringen. Trainiert wird sie von Yang Zhuliang. Ihre ersten internationalen Titelkämpfe bestritt sie bei der Juniorenweltmeisterschaft 2008. Im Erwachsenenbereich konnte sie bei den Asienspielen 2010 in Guangzhou erstmals auf sich aufmerksam machen. Mit Mun Yee Leong gewann sie im 3-m-Synchronspringen die Silbermedaille. Ein Jahr später gewann das Duo bei den Südostasienspielen die Goldmedaille und erreichte bei der Weltmeisterschaft in Shanghai das Finale, wo sie Zehnte wurden. Ng konnte beim Weltcup 2012 in London vom 3-m-Brett einen Quotenplatz für die Olympischen Spiele an gleicher Stelle erringen.